# Greenwood (Wisconsin)
Greenwood é uma cidade localizada no estado norte-americano de Wisconsin, no Condado de Clark.

## Demografia
Segundo o censo norte-americano de 2000, a sua população era de 1079 habitantes.
Em 2006, foi estimada uma população de 1062, um decréscimo de 17 (-1.6%).

## Geografia
De acordo com o United States Census Bureau tem uma área de
7,4 km², dos quais 7,3 km² cobertos por terra e 0,1 km² cobertos por água.

## Localidades na vizinhança
O diagrama seguinte representa as localidades num raio de 24 km ao redor de Greenwood.